# Лепочхуе
Лепочхуе (груз. ლეფოჩხუე) — село в Грузии, на территории Мартвильского муниципалитета края (мхаре) Самегрело-Верхняя Сванетия.

## География
Село находится в западной части Грузии, на левом берегу реки Абаши, на расстоянии приблизительно 10 километров (по прямой) к юго-западу от города Мартвили, административного центра муниципалитета. Абсолютная высота — 75 метров над уровнем моря.

## Население
По результатам официальной переписи населения 2014 года в Лепочхуе проживало 434 человека (206 мужчин и 228 женщин). В национальной структуре населения грузины составляли 99,3 %.
| Год  | Население, человек |
| ---- | ------------------ |
| 2002 | 485                |
| 2014 | ↘ 434              |